# Гридинская (Московская область)
Гридинская — деревня в муниципальном округе Егорьевск Московской области России. 

## География
Деревня Гридинская расположена в юго-западной части муниципального округа Егорьевск, примерно в 26 километрах к юго-востоку от города Егорьевск. В 800 метрах к югу от деревни протекает река Цна. Высота над уровнем моря 111 метров.

## История
До отмены крепостного права в России деревня принадлежала помещику Полозову. После 1861 года деревня вошла в состав Лелеческой волости Егорьевского уезда. Приход находился в селе Лелечи.
В 1926 году деревня входила в Поповский сельсовет Лелечевской волости Егорьевского уезда. В 1927—1939 годах — центр Гридинского сельсовета.
До 1994 года Гридинская входила в состав Бобковского сельсовета Егорьевского района, в 1994—2004 годы — Бобковского сельского округа, а в 1994—2006 годы — Раменского сельского округа.
До 2015 года входила в состав сельского поселения Раменское.
В 2015 году вошла в состав городского округа Егорьевск, образованного в том же году путем упразднения Егорьевского района и объединения всех его поселений в единый городской округ.

## Демография
В 1885 году в деревне проживало 227 человек, в 1905 году — 217 человек (114 мужчин, 103 женщины), в 1926 году — 193 человека (89 мужчин, 104 женщины). По переписи 2002 года — 22 человека (10 мужчин, 12 женщин). Население — 27 человек (2010).
| 1859 | 1868 | 1885 | 1905 | 1926 | 2002 | 2006 |
| ---- | ---- | ---- | ---- | ---- | ---- | ---- |
| 199  | ↗201 | ↗227 | ↘217 | ↘193 | ↘22  | →22  |
| 2010 |      |      |      |      |      |      |
| ↗27  |      |      |      |      |      |      |